# Def Leppard
Def Leppard je anglická rocková kapela založená v Sheffieldu roku 1977. Od roku 1992 ji tvoří Rick Savage (baskytara, doprovodné vokály), Joe Elliott (hlavní zpěv), Rick Allen (bicí), Phil Collen (kytara, doprovodné vokály) a Vivian Campbell (kytara, doprovodné vokály). Skupina se prosadila jako součást nové vlny britského heavy metalu počátku 80. let. Největšího komerčního úspěchu dosáhli mezi počátkem 80. a polovinou 90. let.
V sestavě Savage, Elliott, Allen a kytaristy Stevem Clarkem a Petem Willisem vydali své první album On Through the Night (1980), které se dostalo do Top 15 v Británii, ale jinde se příliš neprosadilo. Druhé album High 'n' Dry (1981) produkoval Mutt Lange, který jim pomohl definovat jejich melodický hard rockový styl. Nejznámější skladba z alba, „Bringin' On the Heartbreak“, se stala jedním z prvních rockových videoklipů, které MTV v roce 1982 hrála, ale album se dostalo jen do Top 30 a 40 v Británii a USA. Willise v roce 1982 nahradil Collen. Další studiové album Pyromania vyšlo v lednu 1983; singly „Photograph“ a „Rock of Ages“ se dostaly na první místo US Rock Tracks a do Top 20 žebříčku Hot 100. Pyromania dosáhlo na 2. místo US albového žebříčku a v USA získalo diamantovou certifikaci. V Británii se dostalo do Top 20, ale jinde se neprodávalo tolik. Čtvrté album Hysteria (1987), orientované více na pop, se dostalo na vrchol žebříčků v Británii, USA, Kanadě i Austrálii a zůstalo v hitparádách přes dva roky (1987–1989). V USA získalo 12× platinovou certifikaci a celosvětově se ho prodalo přes 30 milionů kopií, což z něj dělá jedno z nejprodávanějších alb všech dob. Vygenerovalo šest singlů v US Top 20, včetně US Billboard Hot 100 No. 1 „Love Bites“. Mezi další singly patří „Pour Some Sugar on Me“ (US No. 2), „Hysteria“, „Armageddon It“ (US No. 3), „Animal“ (No. 6, největší hit v Británii) a „Rocket“ (Top 15 hit v mnoha zemích).
Clark zemřel v roce 1991, přičemž kapela nahrála další studiové album Adrenalize jako čtyřčlenná. Album dosáhlo na 1. místo v Británii, USA i Austrálii v roce 1992. Obsahovalo několik hitů, včetně „Let's Get Rocked“, který se stal jejich největším hitem v několika zemích (v Británii dosáhl na 2. místo). Třetí singl „Have You Ever Needed Someone So Bad“ se dostal do Top 10 v USA, Británii i Kanadě. Adrenalize se celosvětově prodalo přes osm milionů kopií. Krátce po dokončení alba se ke kapele přidal Campbell. Album Retro Active (1993) obsahovalo akustický Top 5 hit „Two Steps Behind“. Výběrové album Vault (1995) nabídlo britský No. 2 hit „When Love & Hate Collide“ a dostalo se do Top 10 v několika zemích, přičemž v USA získalo 5× platinovou certifikaci. Od Slang kapela vydala pět alb mezi lety 1996 a 2008, která se obvykle dostávala do Top 15 v několika zemích, včetně Británie, USA a Kanady. Jejich eponymní album Def Leppard (2015) se dostalo do Top 10 v několika zemích. Nejnovější studiové album Diamond Star Halos vyšlo v květnu 2022 a dostalo se do Top 10 v USA, Británii a Austrálii.
Jako jeden z nejprodávanějších hudebních interpretů na světě mají Def Leppard na kontě více než 100 milionů prodaných desek, a dvě alba s diamantovou RIAA certifikací: Pyromania a Hysteria, díky čemuž patří mezi pouhých pět rockových kapel, které mají dvě původní studiová alba s prodejem přes 10 milionů kopií v USA. Kapela se umístila na 31. místě v žebříčku VH1 „100 Greatest Artists of Hard Rock“ a na 70. místě „100 Greatest Artists of All Time“. V roce 2019 byli Def Leppard uvedeni do Rock and Roll Hall of Fame. Úvodní slovo přednesl Brian May.

## Def Leppard v Česku
- 16. října 1996 – Tipsport arena – Praha (Slang Tour)
- 14. listopadu 2003 – Hala Rondo – Brno (X Tour)
- 10. července 2008 – Masters of Rock – Vizovice (Songs from the Sparkle Lounge Tour)
- 22. května 2015 – Ostravar Aréna – Ostrava (Def Leppard Tour)
- 23. května 2015 – O2 arena – Praha (Def Leppard Tour)
- 17. června 2019 – O2 arena – Praha (Tour 2019)
- 2. června 2023 – Letiště Letňany – Praha (The World Tour)

## Sestava

### Současní členové
- Joe Elliott – zpěv, klávesy, kytara (1977–dosud)
- Phil Collen – kytara, zpěv (1982–dosud)
- Vivian Campbell – kytara, doprovodný zpěv (1992–dosud)
- Rick Savage – baskytara, klávesy, zpěv (1977–dosud)
- Rick Allen – bicí, perkuse (1978–dosud)

### Bývalí členové
- Steve Clark – kytara, doprovodný zpěv (1978–1991)
- Pete Willis – kytara, doprovodný zpěv (1977–1982)
- Tony Kenning – bicí, perkuse (1977–1978)
- Frank Noon – bicí, perkuse (1978)

### Hostující členové na turné
- Jeff Rich – bicí, perkuse (srpen 1986 – pomocník Ricka Allena)
- Sinéad Madden – housle (2012)[11]

## Diskografie
- The Def Leppard E.P. (1979)
- On Through The Night (1980)
- High 'n' Dry (1981)
- Pyromania (1983)
- Hysteria (1987)
- Adrenalize (1992)
- Retro Active (1993)
- Vault (1995)
- Slang (1996)
- Euphoria (1999)
- X (2002)
- Best Of Def Leppard (kompilace) (2004)
- Rock Of Ages (kompilace) (2005)
- Yeah! (album s covery) (2006)
- Hysteria (Deluxe Edition) (2006)
- Songs From The Sparkle Loungle (2008)
- Def Leppard (2015)
- Diamond Star Halos (2022)

The Def Leppard World - Discography

### DVD/Video
- Historia (1988)
- In The Round In Your Face (1989)
- Visualize (1993)
- Video Archive (1995)
- Euphoria Tour - Live In Japan (1999)
- Best Of - The Videos (2004)